# کارولین سلیه
کارولین سلیه (فرانسوی: Caroline Cellier‎؛ زادهٔ ۸ اوت ۱۹۴۵) بازیگر اهل فرانسه است.
او بازیگر فیلم‌هایی همچون جشن غیرمنتظره بوده‌است. سلیه برنده جایزه سزار بهترین بازیگر نقش مکمل زن در سال ۱۹۸۶ شده‌است.
از دیگر فیلم‌های معروف او می‌توان به بازی در سال عروس دریایی و مردان، زنان: یک راهنمای کاربری اشاره کرد.